# ロッド・スチュワート (アルバム)
『ロッド・スチュワート』（原題：Every Beat of My Heart）は、ロッド・スチュワートが1986年に発表したアルバム。スタジオ・アルバムとしては14作目。アメリカや日本では、セルフ・タイトルの『Rod Stewart』として発売された。

## 解説
本作からの第1弾シングル「ラヴ・タッチ」（全英27位・全米6位）は、1986年公開のアメリカ映画『夜霧のマンハッタン』のサウンドトラックで使用された。
本作からは他に、「エヴリ・ビート・オブ・マイ・ハート」（全英2位・全米83位）、「アナザー・ハートエイク」（全英54位・全米52位）、ビートルズのカヴァー「イン・マイ・ライフ」（全英80位）もシングル・ヒットした。

## 収録曲
1. ヒア・トゥ・エターニティ - Here to Eternity (Rod Stewart, Kevin Savigar) - 6:01
2. アナザー・ハートエイク - Another Heartache (Bryan Adams, Jim Vallance, R. Stewart, Randy Wayne) - 4:29
3. ナイト・ライク・ディス - A Night Like This (R. Stewart) - 4:20
4. テイク・ミー・ホーム - Who's Gonna Take Me Home (R. Stewart, K. Savigar, Jay Davis) - 4:40
5. レッド・ホット・イン・ブラック - Red Hot in Black (R. Stewart, Jim Cregan, K. Savigar) - 3:17
6. ラヴ・タッチ - Love Touch (Mike Chapman, Gene Black, Holly Knight) - 4:03
7. クレイジー・ウェイ - In My Own Crazy Way (R. Stewart, Frankie Miller, Troy Seals, Eddie Setser) - 3:12
8. エヴリ・ビート・オブ・マイ・ハート - Every Beat of My Heart (R. Stewart, K. Savigar) - 5:19
9. テン・デイズ・オブ・レイン - Ten Days of Rain (R. Stewart, K. Savigar, Tony Brock) - 5:17
10. イン・マイ・ライフ - In My Life (John Lennon, Paul McCartney) - 2:02

## レコーディング・メンバー
- ロッド・スチュワート - ボーカル
- ロバート・アティス - ギター
- ジョン・コーリー - ギター、エレクトリック・シタール
- ジム・クリーガン - ギター、バッキング・ボーカル
- ジーン・ブラック - ギター
- スティーヴ・クロッパー - ギター
- ニルス・ロフグレン（英語版） - ギター
- ロビン・ル・ムシュリエ - ギター
- デヴィッド・ウィリアムス - ギター
- ケヴィン・サヴィガー - キーボード
- ニッキー・ホプキンス - キーボード
- ボブ・エズリン - キーボード、バッキング・ボーカル
- ランディ・ウェイン - キーボード
- ポール・フォックス - キーボード
- パトリック・オハーン - ベース
- ジェイ・デイヴィス - ベース
- スコット・エドワーズ - ベース
- トニー・ブロック - ドラムス、バッキング・ボーカル
- トム・スコット - ホーン
- ラリー・ウィリアムズ - ホーン
- デヴォン・ディクソン - バグパイプ
- ハリー・ファーラー - バグパイプ
- ケヴィン・ウィード - バグパイプ
- ロイ・ギャラウェイ - バッキング・ボーカル
- フィル・ペリー - バッキング・ボーカル
- ケヴィン・ドーシー - バッキング・ボーカル
- ダリル・フィネッシー - バッキング・ボーカル
- オーレン・ウォーターズ - バッキング・ボーカル
- アルバート・ハモンド - バッキング・ボーカル
- ジョー・トゥラーノ - バッキング・ボーカル
- ホリー・ナイト - バッキング・ボーカル
- マイク・チャップマン - バッキング・ボーカル
- ダーリーン・コールデンホーヴェン - バッキング・ボーカル
- クライデン・エドワーズ - バッキング・ボーカル
- カーメン・トワイリー - バッキング・ボーカル
- ジェニファー・レポ - バッキング・ボーカル
- ジェフリー・レポ - バッキング・ボーカル
- ジョン・バットドーフ - バッキング・ボーカル